# ماريو لوسيو دا سيلفا جونيور
ماريو لوسيو دا سيلفا جونيور (بالبرتغالية: Mário Lúcio da Silva Junior‏) هو لاعب كرة قدم برازيلي في مركز الوسط، ولد في 11 ديسمبر 1989 في دورادوس في البرازيل. لعب مع ريد بل برازيل ونادي اسبورتيفو نوفا اسبيرانزا ونادي غواراني ونادي موجي ميريم.

## وصلات خارجية
- ماريو لوسيو دا سيلفا جونيور على موقع قاعدة بيانات كرة القدم.إي يو (الإنجليزية)
- ماريو لوسيو دا سيلفا جونيور على موقع Soccerway.com (الإنجليزية)